# Paula Pattonová
Paula Maxine Pattonová (nepřechýleně Patton; * 5. prosince 1975 Los Angeles, Kalifornie) je americká herečka, která se objevila ve filmech Klub splněných přání (2006), Vzpomínky (2006), Zrcadla (2008), Jedině ona (2010) a Mission: Impossible – Ghost Protocol (2011), kde hrála spoluagentku Toma Cruise.

## Osobní život
Narodila se roku 1975 v kalifornském Los Angeles do rodiny učitelky Joyce (rozené Vanradenové) s evropskými kořeny a afroamerického právníka Charlese Pattona. Po dokončení střední školy Hamilton Arts High School pokračovala studiem na Kalifornské univerzitě v Berkeley, ze které po dvou semestrech přestoupila na umělecky zaměřenou Film School Jihokalifornské univerzity. Absolvovala ji s červeným diplomem (magna cum laude). Následně pracovala jako producentka pořadu Medical Diaries na televizní stanici Discovery Health Channel.
Filmovým debutem se stala v roce 2005 vedlejší role ve snímku Hitch: Lék pro moderního muže, v němž se objevila po boku Willa Smithe a Evy Mendesové. Průlomovou roli zaznamenala následující rok jako Claire Kucheverové ve science fiction thrilleru Vzpomínky, kde hrála spolu s Denzelem Washingtonem a Valem Kilmerem.
Na podzim 2010 bylo oznámeno, že nahradí postavu Sharon Stoneovou v televizním seriálu kanálu NBC z právnického prostředí Zákon a pořádek: Útvar pro zvláštní oběti. Ovšem poté, co byla obsazena do hlavní role ve filmu Mission: Impossible – Ghost Protocol, se její účinkování v seriálu zredukovalo na jediný díl a v původně ohlášené roli ji nahradila Melissa Sagemillerová.
Pattonová nazpívala doprovodné vokály na Usherově albu Confessions vydaném v roce 2004. Byla také interpretkou skladby „Can U Handle It?“, jejímž spoluautorem je manžel Robin Thicke.

## Soukromý život
Byla vdaná za zpěváka-skladatele Robina Thickeho, syna Alana Thickeho a Glorie Loringové. 6. dubna 2010 se jim narodil syn Julian Fuego. Manželství se rozpadlo po devíti letech. Protože rozchod iniciovala Pattonová, Thicke v rozhovorech a na veřejnosti plakal a žádal svou ženu o odpuštění, ale dostal soudní zákaz přibližování se k exmanželce, jejich šestiletému synovi Julianovi i ke tchyni Joyce Pattonové. Nahrál dokonce album Paula (2014), které je jí věnováno.

## Herecká filmografie
| Rok  | Film /seriál                              | Role                           | Poznámka |
| ---- | ----------------------------------------- | ------------------------------ | -------- |
| 2005 | Hitch: Lék pro moderního muže             | Mandy                          |          |
| 2005 | London                                    | Alex                           |          |
| 2006 | Klub splněných přání                      | Angel Davenport/Sally B Shelly |          |
| 2006 | Vzpomínky                                 | Claire Kuchever                |          |
| 2008 | Zrcadla                                   | Amy Carson                     |          |
| 2008 | Správná volba                             | Kate Madison                   |          |
| 2009 | Precious                                  | slečna Blu Rain                |          |
| 2010 | Jedině ona                                | Morgan Alexander               |          |
| 2010 | Zákon a pořádek: Útvar pro zvláštní oběti | A.D.A. Mikka Von               |          |
| 2011 | Mission: Impossible – Ghost Protocol      | Jane Carter                    |          |
| 2011 | Velký skok                                | Sabrina Watson                 |          |
| 2016 | Warcraft: První Střet                     | Garona                         |          |
| 2016 | Reparát                                   | Heather Fishman                |          |